# Kumbaru Sinus
Il Kumbaru Sinus è una struttura geologica della superficie di Titano.